# 아조노역
아조노역(일본어: 薊野駅)은 일본 고치현 고치시에 위치한 시코쿠 여객철도 도산 선의 철도역이다. 역 번호는 D44이며, 상대식 승강장 2면 2선의 구조를 가진 지상역이다.

## 타는 곳
| 1 · 2 | ■ 도산 선 | (하행) | 고치 · 이노 · 스사키 · 구보카와 방면         |
| 1 · 2 | ■ 도산 선 | (상행) | 도사야마다 · 아와이케다 · 아키 · 나하리 방면 |

## 역 주변
- 고치 나들목
- 야마다 전기 고치 점

## 역사
- 1952년 4월 15일 : 일본국유철도의 역으로서 개업.
- 1987년 4월 1일 : 국철 분할 민영화에 의해, 시코쿠 여객철도가 승계.

## 인접 역
| 시코쿠 여객철도 도산 선   | 시코쿠 여객철도 도산 선 | 시코쿠 여객철도 도산 선    |
| ------------------------- | ----------------------- | -------------------------- |
| D 43 도사잇쿠 다도쓰 방면 | 도산 선                 | 고치 D 45 · K 00 고치 방면 |